# 代排族
代排族，亦被稱為排隊黨，指的是靠替人排队来谋取报酬的一类人，有时也被视为“黄牛”。

## 中國大陸
他们通常活跃在车站、医院等公共场所，一般四人一组，一人负责招揽生意，其余三人负责排队占位；如果负责招觅生意的人找到了顾客，则替换队伍中的另一人，依次轮换。

## 香港
排隊黨可見於任何有多人輪候的場合，如購買限量貨品、門票等，在樓市高峰期，排隊黨亦常出現在新樓盤的售樓處，甚至有人炒賣較前的位置。而香港回歸前，不少市民趕著申請英國國民（海外）護照，出現排大隊的情況，也有排隊黨趁機謀取報酬。

## 美国
华盛顿首府，许多政府程序都允许公众观察，但座席有限，一般先到先得。当地排队公司供应围观客户（媒体、律师）排队服务。